# Mongoliet
Mongoliet (mongolsk: Монгол улс, den mongolske nation) er en selvstændig indlandsstat beliggende i Øst- og Centralasien. Landet grænser op til Rusland mod nord og Kina mod syd, øst og vest. Mongoliet har et landareal på 1.594.116 km² og er dermed verdens 19. største stat målt i areal. Med en befolkning på cirka 2,9 millioner har Mongoliet desuden den laveste befolkningstæthed i verden blandt de selvstændige nationer. Ulan Bator, som i 2015 har knap 1,4 million indbyggere, er landets hovedstad og største by. Mongoliet er en parlamentarisk republik.
Området som i dag udgør Mongoliet er i løbet af historien blevet styret af flere nomadiske imperier, blandt andet xiongnu, xianbei, rouran og göktürkerne. Landområdet var desuden centrum for Det mongolske kejserdømme, som blev etableret af Djengis Khan i 1206; hans sønnesøn, Kublai Khan, indtog Kina og grundlagde Yuan-dynastiet. Kejserdømmet var det største sammenhængende imperium i verdenshistorien og strakte sig på sit højeste over et område på 35 millioner km² og omfattede mere end 100 millioner mennesker. Efter Yuan-dynastiets sammenbrud i 1368 trak mongolerne sig tilbage til nogenlunde det område, der nu udgør Mongoliet. I det 16. og 17. århundrede kom Mongoliet under indflydelse af den tibetanske buddhisme. Mod slutningen af det 17. århundrede var størstedelen af landområdet erobret og indlemmet i Qing-dynastiet. Efter Qing-dynastiets sammenbrud i 1912 erklærede Mongoliet sig selvstændigt, men landet sled for at få etableret et uafhængigt styre og blev i realiteten ikke uafhængigt før næsten et årti senere, i 1921. I denne periode kom landet under stærk russisk og sovjetisk indflydelse, og i 1924 blev Folkerepublikken Mongoliet oprettet som en sovjetisk satellitstat. Efter de mange revolutioner i Østeuropa efteråret 1989 gennemgik Mongoliet sin egen revolution i 1990, noget som førte til kommunistregimets fald og etableringen af en ny grundlov i 1992 samt overgang til markedsøkonomi.
Mongoliet er i dag en parlamentarisk republik. Udover at at være verdens nittendestørste stat er Mongoliet også verdens næststørste indlandsstat efter Kasakhstan. Landet består af et beskedent dyrket areal samt for for størstedelens vedkommende af steppeområder omkranset af Gobi-ørkenen i syd og bjergområder i nord og vest. Cirka 30 % af landets tre millioner indbyggere er nomadiske eller semi-nomadiske. Den dominerende religion er tibetansk buddhisme, og størstedelen af landets befolkning er af mongolsk etnicitet, som suppleres af mindre grupper af kasakher, tuvaner og andre folkeslag, primært i det vestlige af landet. Omkring 20 % af befolkningen lever for under 1,25 USD om dagen. Mongoliet blev medlem af WTO i 1997 og søger i disse år at udbrede sine handelsforbindelser, særligt på regionalt plan.

## Historie

### Forhistorisk tid
Der er fundet 850.000 år gamle stenredskaber i det sydlige af landet, hvilket tyder på, at Homo erectus beboede området. Det moderne menneske kom til Mongoliet for cirka 40.000 år siden i ældste stenalder
Der findes hulemalerier i Khoid Tsenkheriin Agui (den nordre, blå hule) i Khovd-provinsen og i Tsagaan Agui (den hvide hule) i Bayankhongor-provinsen; disse hulemalerier er blandt Mongoliets vigtigste fundsteder fra denne periode (ca. 20.000 år siden). Malerierne i Khoid Tsenkheriin Agui er holdt i lyserøde, brune og okkerrøde farver og viser mammutter, losser, kameler og strudse, hvilket har givet den tilnavnet "Mongoliets Lascaux".
Bosættelser i forbindelse med landbrug fra neolitisk tid (ca. 5.500–3.500 f.Kr.) er fundet blandt andet i den østlige Dornod-provins og ligger forud for fremkomsten af nomadesamfund baseret på hesteridning. Disse nomadesamfund centreret om husdyrhold var centrale i Mongoliets historie, idet det skulle blive en dominerende samfundsform i årtusinder fremover, og det fremkomsten af et sådant samfund kendes første gang i kobber- og bronzealderen (ca. 3.500–2.500 f.Kr.) fra Afanasjevokulturen, der i udstrækning fandtes fra Khangajbjergene i det centrale Mongoliet og nordpå til Sibirien samt vestpå til Kazakhstan. Man har i afansejevograve fundet køretøjer med hjul dateret til før 2.200 f.Kr. Nomadeliv og brug af metal blev mere udviklet i Okonovkulturen (andet årtusinde f.Kr.), Andronovokulturen (2.300–1.000 f.Kr.) og Karasukkulturen (1.500–300 f.Kr.) for at kulminere i jernalderen i Xiongnu-konføderationen fra 209 f.Kr. Af monumenter fra bronzealderen før Xiongnu har man i Mongoliet fundet hjortesten, kurganer, grave med kvadratiske plader samt stenmalerier.
Skønt dyrkningen af afgrøder var fortsat siden stenalderen, var denne denne kulturform af relativ beskedent omfang sammenlignet med nomadekulturen med husdyrhold, som enten er kommet til vestfra eller opstået selvstændigt i området. Befolkningen i Mongoliet i kobberalderen er blevet beskrevet som palæomongolid (orientalsk) i øst og europoid (kaukasisk) i vest. Tokharer og skyter beboede det vestlige Mongoliet i bronzealderen. Der er således i Altajbjergene fundet en mumie af en skytisk kriger, som menes at stamme fra omkring 500 f.Kr. og var en 30-40-årig blond mand. Efterhånden som hestebåren nomadeliv blev normalt i Mongoliet flyttede det politiske centrum på den Eurasiatiske Steppe også til Mongoliet, hvor den forblev til det 18. århundrede. Indtrængning af nomader med husdyrhold fra nord ind i Kina under Shang-dynastiet (1.600–1.046 f.Kr.) og Zhou-dynastiet (1.046–256 f.Kr.) var et varsel om den forestående tidsalder domineret af nomaderigerne.

### De første stammealliancer
Mongoliet havde siden forhistorisk tid været beboet af en række nomadestammer, der fra tid til anden slog sig sammen i konføderationer, der opnåede betydelig magt. Den første af disse var Xiongnu, hvis etnicitet er ukendt. Xiongnu blev samlet af Modu Chanyu i 209 f.Kr. og viste sig snart som den største trussel mod Qin-dynastiet. Qin-kejseren besluttede derfor at opføre den Kinesiske Mur samt udstationere op imod 300.000 soldater i forbindelse hermed for at beskytte det kinesiske rige mod plyndringer fra Xiongnu. Xiongnu eksisterede i perioden 209 f.Kr. – 93 e.Kr. og blev efterfulgt af Xianbei (93–234), der i lighed med forgængerne herskede over et større område end nutidens Mongoliet. Ud fra Xianbei opstod Rouran (330–555), der ligeledes beherskede et stort område, indtil det blev besejret af göktürkerne (555–745), et endnu større rige, som blandt andet belejrede Kertsj på Krim i 576. Herefter fulgte uighurerne som herskere over Mongoliet (745–840), inden de blev besejret af jenisejkirgiserne. Det mongolske khitanfolk herskede over området under Liao-dynastiet (907–1125), hvorpå khamagmongolerne steg til magten (1125–1206).

### Middelalderen til uafhængigheden
I slutningen af det 12. århundrede lykkedes det for høvdingen Temüdjin Borjigin at samle de mongolske stammer (tilhørende shiwei-folket af Xianbei-afstamning) mellem Manchuriet og Altajbjergene. I 1206 antog han navnet Djengis Khan og iscenesatte en række militære togter – kendt for deres brutalitet og vildskab – som fejede hen over store dele af Asien og dannede baggrund for det Mongolske kejserdømme, det største sammenhængende landrige i verdenshistorien. Under hans efterfølgere kom det til at strække sig fra vore dages Ukraine i vest til Korea i øst og fra Sibirien i nord til Omanbugten og Vietnam i syd. I sit største omfang var riget på omkring 33.000.000 km² (22 % af det samlede landareal på Jorden) og havde 100 millioner indbyggere. Under den såkaldte Pax Mongolica var der relativt roligt i det store rige, hvilket lettede handelsforholdene hen over Asien.
Efter Djengis Khans død blev riget opdelt i fire khanater (riger), som opnåede en slags uafhængighed fra hinanden efter Möngke Khans død i 1259. Et af khanaterne, "det store khanat", der bestod af det mongolske stamland og Kina blev Yuan-dynastiet under Kublai Khan, Djengis Khans sønnesøn. Han etablerede sin hovedstad i nutidens Beijing, men dynastiet kunne kun opretholde magten i godt et århundrede, idet Ming-dynastiet i 1368 overtog magten i Kina og tvang det mongolske hof til at fortrække nordpå. Ming-hæren forfulgte mongolerne ind i deres oprindelige hjemland og havde held til at ødelægge den gamle hovedstad Karakorum samt andre byer, mens nogle af kinesernes angreb blev modstået af den fortrængte kejser Ayushiridar og dennes general Köke Temür.
Efter fordrivelsen af Yuan-dynastiet fra Kina fortsatte mongolerne med at regere over deres hjemland, nogle gange benævnt "Nordlige Yuan-dynasti". De følgende århundreder var præget af voldelige magtkampe mellem forskellige fraktioner af mongoler, især djengisiderne og deres modstandere oiraterne, samt af flere kinesiske invasioner, heriblandt de fem ekspeditioner anført af Yongle-kejseren. I begyndelsen af det 15. århundrede fik oiraterne magten under Esen taishi, og de havde oven i købet held til at invadere Kina og tage Ming-kejseren til fange. Imidlertid blev Esen myrdet i 1454, og oiraternes magt blev brudt.
Efterfølgende var det Dayan Khan og hans dronning Mandukhai Khatun, der genforenede Mongoliet under djengisiderne i begyndelsen af det 16. århundrede. I midten af århundredet var det Altan Khan, en sønnesøn af Dayan Khan, men ikke legitim khan, der kom til magten. Han grundlagde Hohhot i 1557, og hans møde med Dalai Lama i 1578 var anledningen til en fornyet bølge af tibetansk buddhisme som religion i Mongoliet. Med herskerne som bannerførere antog hele befolkningen efterhånden buddhismen som religion, og der opstod buddhistiske klostre i landet.
Den sidste mongolske khan var Ligdan Khan i begyndelsen af det 17. århundrede. Han kom i konflikt med manchuerne om delingen af byttet fra plyndringen af kinesiske byer og stødte de fleste mongolske stammer fra sig i den forbindelse. Han døde i 1634 på vej til Tibet i et forsøg på dels at undgå manchuerne, dels at få ram på Gule Hat-sekten under buddhismen. Et par år senere havde de fleste stammer i det Indre Mongoliet underkastet sig manchuerne, som grundlagde Qing-dynastiet. Khalkhaerne underkastede sig også Qing-styret i 1691, hvorved hele vore dages Mongoliet kom under kinesisk overherredømme. Efter flere krige blev dzungarerne (vestmongolerne eller oiraterne) i realiteten udslettet ved Qing-hærens erobringstogter i 1757–58.
Det Ydre Mongoliet fik relativ stor autonomi og blev administreret af khan-arvinger fra djengisiderne. Jebtsundamba Khutuktu, det buddhistiske overhoved i Mongoliet, havde enorm de facto autoritet. Manchuerne sikrede Mongoliet mod større kinesisk indvandring, hvorved den mongolske kultur blev fastholdt. Den vigtigste handelsrute på denne tid var Sibirienvejen, som gik gennem Mongoliet. Vejen havde permanente stationer med 25-30 km mellemrum, og disse stationer blev betjent af 5-30 udvalgte familier. Vejen gik også gennem Urga, vore dages Ulan Bator, som havde stor glæde af vejen, idet det var den eneste større by i Ydre Mongoliet på ruten, hvorfor der var livlig trafik og handel her.
Qing-dynastiet opretholdt indtil 1911 kontrol over Mongoliet ved hjælp af alliancer og ægteskaber samt med økonomiske og militære midler. Manchuriske ambaner, "velærværdigheder", blev nedsat i Khüree (Ulan Bator), Uliastai og Khovd, og landet blev opdelt i stadigt flere feudale og religiøse len. I løbet af det 19. århundrede havde lensherrerne mere travlt med at udnytte deres len og mindre med at tage sig af deres undergivne folk. Dertil kan man lægge kinesiske handlendes praksis med at låne penge ud til ågerrenter samt indkrævningen af skatter til kejserdømmet i sølv frem for i kvæg, og alt dette førte til en omsiggribende fattigdom blandt befolkningen. Samtidig var buddhismen så betydningsfuld, at der i 1911 var 700 klostre af varierende størrelse i landet med 115.000 munke, hvilket udgjorde 21 % af den samlede befolkning.

### Selvstændigheden
I begyndelsen af det 20. århundrede var Qing-dynastiet presset udefra af vestlige magter, Rusland og Japan, og den kinesiske regering besluttede sig for at beskytte det centrale Kina ved at lade de ydre regioner, heriblandt det Ydre Mongoliet, kolonisere af indfødte kinesere, hvilket var stik imod den tidligere politik, der gik ud på at lade disse regioner passe sig selv. Med den nye politik var den mongolske kultur truet, og det kom til en række sammenstød mellem kineserne og mongolerne. En række stormænd i regionen udråbte selvstændighed for Mongoliet i slutningen af 1911, og den øverste buddhistiske gejstlige i landet, khutuktuen, blev udpeget som regent under navnet Bogd Khan. Med dette tiltag blev den kinesiske ledelse af landet fordrevet.
De to nabomagter, Kina og Rusland, havde forskellige syn på Mongoliets selvstændighed. Gennem en serie møder og overenskomster i årene 1912–1914 kom Kina til at anerkende mongolsk selvstyre inden for kinesisk overherredømme, mens Rusland var mere åben over for egentlig mongolsk uafhængighed. Dette blev stadfæstet i den sidste af disse overenskomster i Kiakhta i september 1914, men de facto var det slut med kinesisk kontrol over Mongoliet. Samtidig søgte russerne at øge indflydelsen i landet gennem blandt andet økonomisk og militær bistand. Den 2. februar 1913 sluttede Mongoliet en venskabs- og allianceaftale med Tibet, hvor de to lande gensidigt anerkendte hinandens selvstændighed.
Første verdenskrig bevirkede, at Rusland måtte reducere sit engagement i Mongoliet, og det russiske kejserdømmes sammenbrud i 1917 vendte op og ned på magtforholdene. Bogd Khan var utryg ved bolsjevikkernes tilstedeværelse i Sibirien tæt ved grænsen til Mongoliet, og han vendte sig nu mod Kina, der fik lov til at opstille tropper i Urga og andre steder for at imødegå indfald fra bolsjevikkernes side. Da truslen herfra mindskedes, bad Bogd Khan kineserne om at trække sig tilbage, men uden held.
Under den russiske revolution blev den Hvide Hær presset mere og mere, og kosakhétmanen, general Semjonov, ønskede at udnytte den pan-mongolske bevægelse til at styrke sin anti-bolsjevikiske politik. Mongoliets regering var splittet mellem at tilslutte sig den pan-mongolske bevægelse og forbindelsen til Beijing, men endte med at bede kineserne om hjælp mod indfald fra Semjonovs styrker. I november 1919 tvang den kinesiske kommissær Xu Shuzheng Bogd Khan og hans regering til at opgive selvstyret og annullere Kiakhta-traktaten. Det hårde og vilkårlige kinesiske styre vakte megen utilfredshed, og man søgte på ny hjælp udefra hos russere og japanere. I begyndelsen af 1920 trængte østrigeren, baron Roman Ungern von Sternberg ind i Mongoliet med en russisk hvid hær, og med den indtog han Urga 19. februar 1921. Bogd Khan blev igen erklæret for hersker over det uafhængige kongerige Mongoliet med baron Ungern som militær øverstkommanderende. Ungern brugte blot Urga som operationsbasis i kampen mod den Fjernøstlige Republik, men han blev slået og henrettet af sovjetmyndighederne den 15. september 1921. Sovjettropperne blev i Urga med omliggende egne, og en national, mongolsk regering tog magten under Sovjetunionens velvillige overhøjhed. I januar 1923 sendtes en sovjetisk mission til Beijing for at forhandle med kineserne om de mongolske spørgsmål.
I 1924 døde Bogd Khan, og det politiske system i landet blev nu ændret, hvorved den Mongolske Folkerepublik blev etableret. I 1928 kom Khorloogijn Choybalsan til magten. Han satte fart under kollektiviseringen af landbruget og stod samtidig bag ødelæggelsen af en række klostre. Han gennemførte også en omfattende stalinistisk udrensning i landet i slutningen af 1930'erne, hvorunder næsten 30.000 mennesker omkom, omkring halvdelen buddhistiske munke.
I 1930'erne meldte en ny magt sig på banen i området, idet japanerne invaderede Manchuriet i 1931. Det kom til den sovjetisk-japanske grænsekonflikt, der kulminerede i slaget ved Khalkhin Gol i 1939, hvor mongolerne kæmpede på den vindende sovjetiske side. Mongolerne var også på sovjetisk side under Sovjetunionens invasion af Manchuriet i 1945. Truslen fra sovjetisk side om at invadere Indre Mongoliet tvang Kina til at anerkende (Ydre) Mongoliets selvstændighed under forudsætning af, at der blev afholdt en folkeafstemning herom i landet. Denne fandt sted 20. oktober 1945 og gav ifølge officielle tal 100 % stemmer for selvstændigheden. Efter oprettelsen af Folkerepublikken Kina anerkendte de to stater gensidig hinandens selvstændighed i 1949.
I 1952 kom Yumjaagiyn Tsedenbal til magten, og han var den Mongolske Folkerepubliks leder indtil 1984. Han videreførte et nært samarbejde med Sovjetunionen, og indadtil blødte han op på den barske politik, som Choybalsan havde ført med undertrykkelse af dele af befolkningen. Tsedenbal fordømte ligeledes den personkult, der var opstået om Choybalsan.
Introduktionen af perestrojka og glasnost i Sovjetunionen fik stor indflydelse på Mongoliet, og der blev i 1990 gennemført en fredelig revolution i landet, hvorved det kommunistiske styre blev fjernet. I 1992 fik landet en ny grundlov, der introducerede et flerpartisystem og fjernede "Folkerepublikken" fra landet navn. Landet fik sin første ikke-kommunistiske præsident i 1993 og første ikke-kommunistiske regering i 1996. Overgangen til markedsøkonomi var vanskelig med stor inflation, arbejdsløshed samt landbrugskrise i 1990'erne, og landet har ligeledes kæmpet med den globale finanskrise i 2000'erne.

## Politik
Mongoliet er en parlamentarisk republik. Præsidenten vælges ved direkte valg. Folket vælger også medlemmerne af nationalforsamlingen, den Store National-Khural, som vælger premierministeren, der igen udpeger sit ministerkabinet, idet præsidenten fungerer som konsulent. Khuralen godkender efterfølgende ministrene. Mongoliets grundlov garanterer en række frihedsrettigheder, herunder ytrings- og religionsfrihed. Mongoliet har et antal partier, hvoraf de største er Mongolsk Folkeparti og Det Demokratiske Parti.
Mongoliets Folkeparti, der i perioden 1921–2010 hed Folkets Revolutionære Parti, havde regeringsmagten i perioden 1921-1996 (landet var indtil 1990 reelt en etpartistat) og igen 2000–2004. I 2004–2006 regerede det i koalition med Det Demokratiske Parti og to andre partier, og 2006–2012 var det den dominerende part i to andre koalitioner. Partiet foranledigede to regeringsændringer fra 2004, til det mistede magten i 2012. Det Demokratiske Parti var det store parti i en koalition 1996-2000 og næsten lige så stort som Folkepartiet 2004–2006. Ved det seneste valg 28. juni 2012 fik ingen af partierne absolut flertal, men Det Demokratiske Parti fik 31 mandater og dermed det højeste antal, og partiets leder, Norovyn Altankhuyag, blev udpeget som premierminister 10. august samme år. Ved valget i juni 2016 vandt Mongliets Folkeparti en knusende sejr, og Jargaltulgyn Erdenebat blev ny premierminister; han blev efter beskyldninger om korruption 4. oktober 2017 afløst af partifællen Ukhnaagijn Khürelsükh, der er landets nuværende præsident.
Mongoliets præsident har primært en repræsentativ rolle, men kan også blokere for beslutninger i Khuralen. Desuden udpeger præsidenten formanden for landets højesteret og godkender dommere samt ambassadører. Hvis præsidenten nedlægger veto mod en Khural-beslutning, kan Khuralen med to tredjedeles flertal ophæve vetoet. Grundloven foreskriver tre betingelser for at blive præsident i Mongoliet: Man skal være mongolskfødt, være mindst 45 år gammel og have været bosat i landet i mindst fem år forud for valget. Desuden skal man formelt set melde sig ud af sit parti, hvis man bliver valgt som præsident. Den nuværende præsident er Khaltmaagijn Battulga fra Det Demokratiske Parti, der ved valget i juli 2017 vandt over modkandidaten Miyegombo Enkhbold fra Mongoliets Folkeparti. Battulga blev indsat 10. juli samme år.
Mongoliets parlament, den Store National-Khural, har ét kammer, og med præsidentens overvejende symbolske rolle er det regeringen på vegne af Khuralen, der har den udøvende magt. Khuralen har 76 pladser og ledes af parlamentets formand. Der afholdes valg hertil hvert fjerde år.

### Udenrigsforhold
Mongoliet har et positivt forhold til og har diplomatiske missioner i en række lande som Rusland, Kina, USA, Indien, Japan, Nordkorea og Sydkorea. Det har ambassader i over tyve lande samt der foruden konsulater i en række lande, herunder Danmark. Regeringen har fokuseret en hel del på at tiltrække fremmede investeringer og handel.
21. november 2005 kom George W. Bush som den første siddende amerikanske præsident på officielt besøg i Mongoliet. Landet blev i 2004 af OSCE inviteret til at blive partner med organisationen. Mongoliet er medlem af FN og IMF og har observatørstatus i ASEAN.

### Militær
De mongolske væbnede styrker er opdelt i tre: Generelle styrker, styrker til grænsebevogtning samt interne sikkerhedsstyrker. Der er hovedsageligt tale om landstyrker, der blandt andet er i besiddelse af over 400 kampvogne. Desuden har landet et flyvevåben, der siden 2001 har været under genopbygning efter at have været nedprioriteret siden revolutionen i begyndelsen af 1990'erne.
Mongoliet støttede invasionen af Irak 2003 og har sendt flere troppekontingenter på mellem 103 og 180 mand til Irak. Landet har på nuværende tidspunkt et troppekontingent på cirka 130 mand i Afghanistan. Der er cirka 200 mand udstationeret i Sierra Leone på et FN-mandat, der skal sikre beskyttelse af specialdomstolen i dette land. I juli 2009 besluttede Mongoliet at sende en bataljon til Tchad som en del af FN-missionen der. Landet havde også en mindre gruppe soldater i Kosovo som en del af et belgisk-luxembourgsk kontingent.

## Administrativ inddeling
Mongoliet er opdelt i 22 provinser (aimag), som igen er opdelt i 329 distrikter (sum). Af de 22 provinser er hovedstaden Ulan Bator, Darkhan-Uul, Orkhon samt Gobi-Sümber egentlig selvstændige kommuner, der administrativt regnes på linje med de øvrige provinser. Provinserne er følgende:
| - Arkhangaj - Bayan Olgii - Bayankhongor - Bulgan - Darkhan-Uul (kommune) - Dornod - Dornogobi - Dundgobi - Gobi Altai - Gobi-Sümber (kommune) - Khentii | - Khovd - Khovsgol - Omnogobi - Orkhon (kommune) - Ovorkhangai - Selenge - Sukhbaatar - Tuv - Ulan Bator (kommune) - Uvs - Zavkhan |

### Største byer
Omkring 40 % af Mongoliets befolkning bor i hovedstaden Ulan Bator. Her ses en liste over de ti største byer i landet:
| 1                                         | Ulan Bator   | Ulan Bator   | 1.466.431 |
| 2                                         | Erdenet      | Orkhon       | 102.141   |
| 3                                         | Darkhan      | Darkhan-Uul  | 84.429    |
| 4                                         | Choibalsan   | Dornod       | 47.153    |
| 5                                         | Mörön        | Khovsgol     | 42.423    |
| 6                                         | Olgii        | Bayan Olgii  | 39.711    |
| 7                                         | Nalaikh      | Ulan Bator   | 38.929    |
| 8                                         | Arvaikheer   | Övörkhangaj  | 34.605    |
| 9                                         | Bajankhongor | Bajankhongor | 32.454    |
| 10                                        | Khovd        | Khovd        | 31.980    |
| Indbyggertal pr. 31. december 2021 (est.) |              |              |           |

## Geografi
Med sine 1.564.116 km² er Mongoliet verdens nittendestørste land. Landet strækker sig primært mellem 41. og 52. nordlige breddekreds (med en lille smule beliggende nord herfor) samt 87. og 120. østlige længdekreds.
Landskabet i Mongoliet er meget varieret med Gobi-ørkenen mod syd og kolde, bjergrige egne mod nord og vest. Store dele af landet består af stepper, mens 11,2 % er skovdækket. Det højeste punkt i Mongoliet er Khujten i Tavan Bogd på 4.374 m, mens det laveste er på 518 m, beliggende i det østlige af landet. Den største sø i landet, Khövsgöl, er den næststørste ferskvandssø i Asien. Bækkenet i tilknytning til søen Uvs Nuur, der deles med republikken Tuva i Rusland, er på UNESCOs Verdensarvsliste.
Det nordlige og vestlige Mongoliet er seismisk aktive områder med hyppige forekomster af jordskælv og mange varme kilder og udslukte vulkaner. Der er tre store bjergkæder i landet: Altaj, der strækker sig over det vestlige og sydvestlige af landet, Khangaj, der strækker sig fra nordvest til sydøst, samt Khentij, der befinder sig nord for Ulan Bator.
Navnet "Gobi" er et mongolsk udtryk og betyder "ørkenagtig steppe"; det bruges generelt i landet om tørre områder, hvor der er for lidt vegetation til, at murmeldyr kan leve der, men nok til at kameler kan. Mongolerne skelner mellem Gobi og egentlig ørken, men det kan være svært for folk, der ikke er fortrolige med det mongolske landskab, at skelne mellem de to. Gobi-områder er skrøbelige og kan let ødelægges ved overgræsning, hvilket resulterer i en udvidelse af den egentlige ørken, en stenet ødemark, hvor end ikke kameler kan overleve.

## Natur
Naturen i Mongoliet er præget af de udstrakte, græsprægede stepper. Græsset er især arter fra fjergræs-slægten (Stipa baicalensis, S. capillata (Hårtot-Fjergræs) og S. grandis), Fåre-Svingel og arter som Aneurolepidium chinense, Filifolium sibiricuman og Cleistogenes sqarrosa. På bjergskråningerne finder man skovområder med blandt andet mongolsk eg (Quercus mongolica), popler, birke (især Betula platyphylla) og pil (Salix rorida).
Blandt de større dyrearter finder man en endemisk fugl som brun ørefasan (Crossoptilon mantchuricum), murmeldyr (Marmota bobak), ulv, gazellearten zeren (Procapra gutturosa), stepperæv (Vulpes corsac) og den genudsatte Przewalski-hest.

## Klima
Klimaet i Mongoliet spænder fra subpolarklima mod nord og nordvest til ørkenklima mod syd. I midten af landet findes et område med fugtigt kontinentalklima, det mest milde klima i landet, mens der længst mod vest findes områder med semitørt klima.
Som helhed er vejret i Mongoliet om vinteren præget af det sibiriske højtryk, som medfører, at der kommer kold, lavtliggende luft ind fra Sibirien og samler sig i floddalene og andre lavtliggende områder, mens bjergskråningerne er noget varmere på grund af temperaturinversion (temperaturen stiger i højden). Da landet generelt ligger relativt højt, er det ret forblæst. Landet er desuden relativt nedbørsfattigt, og det meste af nedbøren falder i sommertiden. Der falder mest nedbør mod nord (200-350 mm) og mindst mod syd (100-200 mm); i det tyndtbefolkede Bulgan falder der gennemsnitlig 600 mm årligt.
Herunder ses fire eksempler på klimaet i Mongoliet.

## Økonomi
Økonomien i Mongoliet har traditionelt været baseret på landbrug, men fundene af store mængder af mineraler som kobber, kul, molybdæn, tin, wolfram og guld har også sat gang i en industriel produktion. Landbruget udgør 15 % af BNI, industrien (herunder minedrift) 34 %, mens de resterende 51 % findes i servicesektoren, herunder handel med varer, transport samt ejendomshandel. Ud over den officielle økonomi findes der en grå økonomi, der har et betydeligt omfang, måske op imod samme størrelse som den officielle økonomi. Den suverænt største handelspartner er Kina, der aftager en overvældende del af landets eksport (83 % i 2010), og hvorfra en ligeledes markant del af importen kommer fra (67 % i 2010). Landet havde overskud på handelsbalancen i 2010.
Ifølge Verdensbanken lever 22,4 % af landets befolkning for under 1,25 US$ om dagen. BNI per indbygger var i 2011 på 3.125 US$. Trods markant økonomisk vækst estimeres det, at der i 2010 fortsat var næsten 40 % af befolkningen, der levede under fattigdomsgrænsen.
I perioden 2004-2008 have Mongoliet en årlig stigning i økonomien på næsten 9 %, primært på grund af stigninger i kobberpriserne samt forøget guldproduktion. Efter et sløjt år i 2009 er økonomien de seneste år vokset yderligere med en rekordvækst på 17,5 % i 2011.
Mongoliet har ikke været på listen over vækstøkonomier før februar 2011, hvor analytikere fra Citigroup udnævnte landet til at være en "global growth generator", et af de lande, der har de mest lovende vækstudsigter for perioden 2010-2050. Børsen i Ulan Bator blev etableret i 1991 og er den mindste børs i verden målt på markedskapitalisering. I 2010 var der 336 firmaer repræsenteret med en samlet aktiekapital på omkring 2 milliarder US$. Ved hjælp af en ny lovgivning blev investeringsklimaet i landet betydeligt bedre i 2012, hvilket betød, at landet steg fra en 88. plads i 2011 til 76. i 2012 i investeringslisten hos International Finance Corporation.

### Landbrug
I 2002 levede næsten 31 % af husholdningerne i Mongoliet af at opdrætte husdyr. Der er i hovedsagen tale om at lade dyrene græsse frit med hyrder til at holde øje med dem. Dyrene, der holdes på den måde, er i hovedsagen får, der udgør over halvdelen af de dyr, der holdes i landet, hvilket i 1985 var cirka 22,5 millioner. Derudover holdes der geder, kvæg og heste, som de mest vigtige.

### Udnyttelse af mineraler
Mineraler repræsenterer omkring 80 % af Mongoliets eksport, en andel der forventes at stige til 95 %. Der er udstedt omkring 3000 licenser til minedrift. Minedriften er fortsat under udvikling mod at blive en markant sektor i økonomien, hvilket kan ses af de mange udenlandske firmaer, især fra Kina, Rusland og Canada, der starter udgravning af mineraler i landet.
I sommeren 2009 forhandlede regeringen en investeringsaftale på plads med Rio Tinto Group og Ivanhoe Mines om at udvinde kobber og guld i Oyu Tolgoi, hvilket er landets til dato største enkeltstående udenlandske investering, og som forventes at bidrage med en tredjedel af landets BNI i 2020. Imidlertid har de udenlandske investorer i efteråret 2013 haft svært ved at overholde deres finansieringsforpligtelser ifølge aftalen og ude af stand til at overholde den oprindelige tidsplan, men regeringen er fortsat optimistisk med hensyn til projektet. En anden stor mineralforekomst er Tavan Tolgoi, hvor man har fundet en af de største mængder kul i verden. Mineområdet ejes af det statslige firma Erdenes MGL, der har søgt at sælge udvindingsrettighederne til forskellige udenlandske firmaer og konsortier.

## Uddannelse
Under det socialistiske styre var uddannelse prioriteret højt i landet. Analfabetismen blev stort set udryddet, til dels ved hjælp af folkeskoletilbud, der tog hensyn til nomadebørnenes vandringsrytme. Finansieringen af disse tilbud blev beskåret i 1990'erne, hvilket medførte en svagt stigning i analfabetismen.
Undervisningen på første og andet niveau (folkeskole og ungdomsuddannelser) er på 11 år, men fra 2008–09 ved at blive udvidet til 12 år, hvilket vil slå fuldt igennem i 2016.
Universiteterne i Mongoliet hører alle ind under enten Mongoliets Nationaluniversitet eller Mongoliets Tekniske og Videnskabelige Universitet.

## Infrastruktur

### Transport
Den transmongolske jernbane er den vigtigste jernbaneforbindelse mellem Mongoliet og nabolandene. Den har forbindelse til den den transsibiriske jernbane i Ulan-Ude i Rusland, hvorfra den krydser grænsen til Mongoliet, passerer Ulan Bator og krydser grænsen til Kina ved Erenhot, hvorfra der er forbindelse til det kinesiske jernbanenet. En anden forbindelse til den transsibiriske jernbane går til Choibalsan, men medtager kun passagerer herfra til Chuluunkhoroot nær grænsen til Rusland. Foruden disse strækninger findes en række indenlandske jernbanestrækninger, der foruden passagerer i høj grad transporterer varer i rundt i landet.
Mongoliet har et antal indenrigslufthavne, hvoraf nogle få har international status. Den vigtigste internationale lufthavn er Djengis Khan Internationale Lufthavn, der ligger cirka 20 km fra centrum af Ulan Bator. Herfra er der direkte forbindelser til Sydkorea, Kina, Hong Kong, Thailand, Japan, Rusland, Tyskland, Kirgisistan og Tyrkiet. Det nationale flyselskab MIAT flyver internationale forbindelser, mens forskellige mindre selskaber som Eznis Airways, AeroMongolia og Hunnu Airlines primært betjener de indenlandske forbindelser.
Mange af vejene på landet i Mongoliet er blot grusbelagte eller simpelt hen spor i terrænet. Der fandtes i 2007 blot 2.600 km asfalterede veje, der gik henholdsvis fra Ulan Bator til grænserne til Rusland og Kina, fra Ulan Bator mod vest og øst (den såkaldte Millenium-vej) samt mellem Darkhan og Bulgan. En række forbedringer af vejnettet er projekteret og/eller under udførelse.

## Demografi
Mongoliets indbyggertal var ifølge folketællingen i 2013 på 2.892.876, hvilket giver landet en befolkningsmæssig plads som omkring nummer 138 i verden. CIA estimerer, at landet har en befolkningstilvækst på 1,44 % i 2013. Omkring 46 % af befolkningen er under 25 år, hvilket er en relativt høj andel sammenlignet med andre lande.
Da den første folketælling blev gennemført i landet i 1918, blev der registreret et indbyggertal på 647.500. Befolkningstilvæksten har i en lang periode været højere, end den er nu, og et skøn fra FN viser, at landet har haft det største fald i fertilitet blandt verdens lande, idet antallet af børn per kvinde, der i perioden 1970-75 var på 7,33, er faldet til 1,87 i 2005-10. CIA vurderer dog, at fertiliteten er svagt stigende igen med et estimeret antal børn per kvinde i 2013 på 2,18.
Etniske mongoler udgør omkring 95 % af befolkningen, og khalkha-mongolerne udgør majoriteten heraf (ca. 86 %). Blandt de øvrige mongolske grupper finder man blandt andet oirater, burjater. De forskellige mongolske grupper adskiller sig primært fra hinanden ved de dialekter af mongolsk, de taler. Ud over mongoler finder man tyrkiske folkeslag som kasakher og tuviner, der udgør 4,5 %. Resten af befolkningen er især russere, kinesere, koreanere eller amerikanere.

### Sprog
Det officielle sprog i Mongoliet er mongolsk, der tales af 95 % af befolkningen. Der findes forskellige dialekter, der er det primære karakteristikum til at adskille de mongolske befolkningsgrupper. Ud over mongolsk tales tyrkiske sprog af de tyrkiske folkeslag; disse finder man primært i det vestlige af landet.
Mongolsk skrives nu om dage med det kyrilliske alfabet i en variant af den russiske udgave, men tidligere brugte man en mongolsk skrift, der efter kommunismens fald er søgt genindført. Officielt skulle genindførelsen finde sted fra 1994, men det stødte mod praktiske problemer, da de ældre generationer ikke var i stand til at bruge skriften. Siden er den traditionelle skrift blevet en del af det obligatoriske skoleprogram, så den indføres gradvis.
Det mest udbredte fremmedsprog er russisk, fulgt af engelsk, idet engelsk dog gradvis er ved at fortrænge russisk som mest udbredte fremmedsprog. Koreansk er desuden relativt populært, primært via de tusindvis af mongoler, der arbejder eller har arbejdet i Sydkorea.

### Religion
| Religion         | Antal     | Andel % |
| ---------------- | --------- | ------- |
| Areligiøse       | 735.283   | 38,6    |
| Religiøse        | 1.170.283 | 61,4    |
| Buddhisme        | 1.009.357 | 53,0    |
| Islam            | 57.702    | 3,0     |
| Shamanisme       | 55.174    | 2,9     |
| Kristendom       | 41.117    | 2,1     |
| Andre religioner | 6.933     | 0,4     |
| Samlet           | 1.905.566 | 100,0   |

Ifølge folketællingen i 2010 var andelen af den voksne befolkning (over 15 år), der var buddhister på 53 %, mens 39 % var areligiøse.
Op gennem historien har der været praktiseret forskellige former for tengriisme og shamanisme i det område, der nu udgør Mongoliet, i lighed med, hvad man kender fra de fleste andre steder blandt nomader i Centralasien. Efterhånden tog tibetansk buddhisme over og blev den dominerende religion, men shamanisme satte et ikke ubetydeligt aftryk på den religiøse udøvelse, og shamanisme praktiseres fortsat i dag i mindre omfang. Kasakherne i det vestlige af landet praktiserer hovedsageligt islam.
I det meste af det 20. århundrede søgte det kommunistiske styre i landet at undertrykke religion. Styret gik især efter præsteskabet inden for den tibetanske buddhisme, idet denne gruppe var blevet nært knyttet til den feudale magtstruktur, der før den kommunistiske magtovertagelse havde være dominerende i landet. I slutningen af 1930'erne lukkede styret under Choibalsan praktisk taget alle landets over 700 buddhistiske klostre og dræbte mindst 30.000 mennesker, heraf 18.000 lamaer. Antallet af buddhistiske munke faldt fra 100.000 i 1924 til 110 i 1990.
Efter kommunismens fald blev religiøs frihed igen en samfundsmæssig rettighed, og den tibetanske buddhisme blev atter den dominerende religion i landet. Ligeledes betød friheden introduktionen af andre religioner som bahá'i og kristendom. Blandt de kristne finder man mormoner og katolikker. Mormonerne talte i 2013 over 10.000 troende, der kunne bekende deres tro i seksten kirkebygninger, mens den første katolske biskop i landet blev udnævnt i 2003.

### Sundhed
Siden 1990'erne er de vigtigste helbredsmæssige indikatorer som forventet levealder, spædbarns- og børnedødelighed stadigt forbedret, både som følge af sociale forandringer og forbedringer i sundhedsvæsenet. Der er dog fortsat alvorlige problemer på området, særligt i landdistrikterne. Ifølge en undersøgelse fra WHO har landets hovedstad, Ulan Bator, det næsthøjeste niveau af forurening med fine støvpartikler sammenlignet med byer over hele verden. Dårlig luftkvalitet er også skyld de fleste arbejdsrelaterede lidelser i landet, og over to tredjedele af alle sådanne tilfælde er støvfremkaldt bronkitis eller støvlunger (pneumokoniose).
Fertiliteten i landet er på 1,87-2,18 per kvinde, og den forventede middellevealder på 68,5 år. Spædbarnsdødeligheden er på 2,6 %, og barnedødeligheden på 3,1 % (børn under 5 år).
Sundhedsvæsenet omfatter sytten specialiserede hospitaler og sundhedscentre, fire regionale diagnosticerings- og behandlingscentre, ni distrikts- og 21 aimag-centralsygehuse samt en række andre mindre sundhedsinstitutioner. I 2002 var der i landet 33.273 ansatte i sundhedsvæsenet, heraf 6.823 læger. Der er 27,7 læger og 75,7 hospitalssenge per 1.000 indbyggere i landet.

## Kultur
Kulturen i Mongoliet har traditionelt været stærkt påvirket af den nomadiske livsform, der har været fremherskende gennem århundreder. Andre påvirkninger kommer fra Tibet og tibetansk buddhisme samt fra Kina. Fra det 20. århundrede er russisk og derigennem europæisk kultur ligeledes blevet en påvirkende faktor.

### Traditionelle værdier
Blandt de emner, der ofte optræder i værker fra den ældste mongolske litteratur til moderne popsange er kærlighed til forældrene og hjemve, en længsel efter det sted, hvor man voksede op. Heste har spillet en vigtig rolle i det daglige liv og i kunsten. Et vigtigt karaktertræk i livet på stepperne er gæstfrihed, der er så betydningsfuld, at den tages for givet. Mongolerne har fra tidlige tider en række markante helte, som dyrkes. Det mongolske ord for helt, baatar, bruges ofte i forbindelse med personnavne, og man finder det også i navnet på landets hovedstad, Ulan Bator. Et andet ord med en vigtig kulturel betydning er temul, der betyder "gå løs på" (som i "gåpåmod"); ordet bruges ofte til at beskrive forhold som kreativitet og passion.

### Musik
Musikken hos nomaderne blev udført på flere instrumenter, blandt andet på morin khuur, et strengeinstrument med bue. Sangmæssigt finder man stilarter som urtin duu ("lang(trukken) sang") og khoomei, en slags strubesang. Der kendes også danse som tsam, der skulle holde onde ånder væk.
I nyere tid blev det første rockorkester, Soyol Erdene, dannet i 1960'erne og blev med sine Beatles-agtige manerer kritiseret af den kommunistiske censur. Gruppen blev trods disse problemer fulgt af flere andre rockgrupper, der især har dyrket de hårde varianter i heavy rock. Det gjaldt grupper som Mungunhurhree og Haranga.
I begyndelsen af 1990'erne spillede Har-Chono rockmusik med inspiration fra den traditionelle folkemusik, heriblandt urtin duu. I den nyeste tid er indflydelsen udefra blevet tydelig, hvilket har ført til mongolske udgaver af rap, techno, hiphop og pop i form af blandt andet boy- og girlbands. Gruppen The Hu kombinerer metalmusik og traditionel mongolsk strubesang og mongolske instrumenter som morin khuur.

### Billedkunst
Før det 20. århundrede havde de fleste billedkunstværker en religiøs funktion og var derfor stærkt inspireret af religiøse tekster. Thangkaer er sådanne religiøse billeder, enten malet eller udført med applikationsteknik. Der findes også ældre bronzestatuer forestillende buddhistiske guddomme, blandt andet skabt af Zanabazar, Jebtsun Damba Khutuchtu (åndelig leder) fra det 18. århundrede.
Fra slutningen af det 19. århundrede kom der malere, der dyrkede en realistisk stil, blandt andet Marzan Sharav. Under kommunismen var socialistisk realisme den fremtrædende stil, men thangkaen levede fortsat som stilart, dog nu med sekulære, nationalistiske motiver.
I 1960'erne opstod de første eksempler på modernisme i landet, men dette blev ikke vel modtaget af censuren. Det er først efter perestrojkaen i 1980'erne og efter kommunismens fald, at billedkunsten for alvor er blomstret op. Den i Vesten nok bedst kendte mongolske billedkunstner fra den seneste tid er Otgonbayar Ershuu, der blandt andet er portrætteret i filmen ZURAG af tyskeren Tobias Wulff.

### Arkitektur
Den traditionelle bolig er jurten, som er en del af den mongolske identitet. Der er forbindelse til Djengis Khan, der ifølge myten skulle herske over alle folk, der boede i jurter (telte). Endnu i dag bor en betydelig andel af mongolerne i jurter, endda også i Ulan Bator. Det mongolske ord for jurte, ger, betyder også "hjem", og der findes en række ord, der stammer herfra, fx gerlekh, der betyder "at ægte", "at blive gift".
I det 16. og 17. århundrede blev der opført en række lamaklostre i landet. Mange af disse eksisterede forinden i jurte-udgaver. Efterhånden som der opstod behov for at huse flere og flere bedende, opførte man faste bygninger, der ofte havde flere end fire ydervægge og pyramideformede tag, så de mindede om jurterne. Senere blev firkantede klostre dog dominerende. Ligeså blev de espalieragtige vægge overdækket med filt og de interimistiske tage efterhånden erstattet af mere faste materialer som mursten, planker osv.
Tre stilarter har påvirket den mongolske arkitektur: Den traditionelle mongolske, tibetansk og kinesisk arkitektur. Der findes også eksempler på blandinger af disse stilarter. Et eksempel på den første stil er klosteret Dashi-Choiling i Ulan Bator, et eksempel på tibetansk stil finder man i Erdene Zuu-klosteret, mens Choijing Lamiin Sume, tidligere kloster, nu museum, er opført i kinesisk stil. Tsogchin-templet i Gandan-klosteret i Ulan Bator er et eksempel på et miks af mongolsk og kinesisk tradition.

### Sport
En årligt tilbagevendende begivenhed i Mongoliet er afholdelsen af naadam, en festival med traditionelle sportsgrene i centrum.[kilde mangler] Festivalen afholdes mange steder i landet med den største i Ulan Bator. Naadam betyder "tre mandige færdigheder", og der dystes i bueskydning, hestevæddeløb (over lange distance i det åbne landskab) og brydning. I vore dage afholdes naadam 11.-13. juli i forbindelse med årsdagen for den nationale demokratiske revolution samt dannelsen af det mongolske kejserdømme. De tre sportsgrene, der indgår i naadam, er derfor generelt populære i landet.
Et udbredt spil er shagaa, der drejer sig om at kaste en fåreknogle mod et mål et stykke væk ved hjælp af en særlig fingerteknik. Man skal søge at skyde en anden knogle ned, der er anbragt på en slags platform. Shagaa dyrkes også under naadam.
.
Ud over distanceridning dyrker mongolerne også kunstridning, hvor man på hesteryg søger at udføre forskellige kunststykker. Et sådant kunststykke kan være det, der kendes fra legenderne, hvor den mongolske krigshelt Damdin Sükhbaatar smed mønter ud på jorden og derpå ridende i galop samlede mønterne op igen.
Den mongolske form for brydning adskiller sig lidt fra de brydningsformer, der anvendes ved fx olympiske lege, blandt andet ved, at der ikke opdeles i vægtklasser, og at der ikke er tidsgrænser (dette er dog ved at blive blødt lidt op i de senere år). Historikere mener at kunne spore denne form for brydning helt op til syv tusinde år tilbage.
Blandt de internationalt udbredte sportsgrene er fx bordtennis, basketball og fodbold ved at blive mere populære i Mongoliet. En række mongolske bordtennisspillere er begyndt at opnå udmærkede resultater i internationale konkurrencer.
Mongoliet har deltaget ved OL siden 1964 og især klaret sig godt i kampsportsgrene som brydning, judo og boksning. De første medaljer blev vundet i 1968, hvor det blev til fire stykker, alle opnået i brydning. Den første OL-guldvinder fra Mongoliet var Naidangiin Tüvshinbayar, der vandt 100 kg-klassen i judo for mænd i Beijing 2008.
Mongoliets fodboldlandshold har eksisteret siden begyndelsen af 1990'erne og har foreløbig ikke formået at kvalificere sig til slutrunderne i hverken VM eller de asiatiske mesterskaber. Den bedste nationale liga er Niislel-ligaen, der består af tolv hold.
Kvinderne i Mongoliet har især udmærket sig inden for skydning, hvor fx Munkhbayar Dorjsuren, der nu repræsenterer Tyskland, har vundet VM, mens Otryadyn Gündegmaa vandt sølv ved OL i Beijing.

### Medier
I 1920 udkom den første avis i Mongoliet, Unen ("Sandheden"), der havde tætte kontakter til sovjetiske medier (navnet svarer til Pravda i Sovjetunionen) og var nøje kontrolleret af det mongolske kommunistparti. Under det kommunistiske styre blev alle medier i landet tilsvarende overvåget af regeringen, og en uafhængig presse var ikke tilladt. Med opløsningen af Sovjetunionen og omdannelsen af etpartistyret i Mongoliet til et flerpartisystem blev en fri presse og andre frie medier omsider mulige. En ny lov om pressen trådte i kraft 1. januar 1999 og muliggjorde reformer inden for medieverdenen. Der findes nu over 300 foretagender inden for trykte og elektroniske medier i landet.
Der var dog fortsat en tæt sammenkædning mellem landets medier og regeringen, indtil der i 2006 er blevet bedre forhold for den frie presse efter en debat i parlamentet om informationsfrihed. Markedsmekanismerne har ført til, at flere personer år for år arbejder inden for mediebranchen, lige som antallet af studerende ved journalistskolerne stiger.
I sin rapport om pressefrihed i verden har Journalister uden grænser opgjort, at Mongoliet ligger på en 98. plads blandt verdens 179 lande (nummer 1 har største pressefrihed).

### Festivaler
Der afholdes mange festivaler i Mongoliet i årets løb. Ud over naadam finder man fx ørnefestival i oktober, hvor man holder traditionen for at opdrætte ørne ved lige. Derudover afholdes der isskulpturfestivaler og de tusinde kamelers festival.

### Mad
Det mongolske køkken er traditionelt baseret på kød og mælkeprodukter. Det mest udbredte kød er lammekød, der i ørkenområder suppleres af kamelkød og mod nord af oksekød (herunder fra yakken). Mælkeprodukterne stammer fra kvæg, yakker og kameler.
Blandt de udbredte retter findes buuz, en slags kødboller, khuushuur, en slags brød med kødfyld, khorkhog, en kødstuvning, og boortsog, en sød friturestegt kage. Den servering, der i andre dele af verden kendes som mongolsk barbecue, er overhovedet ikke mongolsk, men stammer i stedet fra Taiwan.
Siden midten af det 20. århundrede er grønsager efterhånden også blevet en del af den mongolske mad, og i de senere år har man især i Ulan Bator også kunnet få en del udenlandske madvarer.